# Roar Ljøkelsøy
Roar Ljøkelsøy, född 31 maj 1976 i dåvarande Orkdals kommun i Sør-Trøndelag fylke i mellersta Norge, är en tidigare backhoppare som startade i fyra olympiska vinterspel. Han har fyra VM-guld i skidflygning och är den norska backhopparen som har flest delsegrar i världscupen. Han representerade Orkdal IL/Trønderhopp.

## Karriär

### Världscupen
Roar Ljøkelsøy började med backhoppning då han var nio år gammal och vann backhoppningstävlingar lokalt från 13 års ålder. Han blev nummer 5 i junior-VM och vann "Norges Cup" för juniorer. Ljøkelsøy var 16 år då han debuterade i världscupen i backhoppning i Lysgårdsbakken i Lillehammer 11 mars 1993. Ljøkelsøy var på prispallen efter en världscuptävling första gången i Planica 10 december 1995. Ljøkelsøy var från början av karriären känd för sin nästan perfekta stil, men framgångarna dröjde ändå. Första segern i en världscuptävling kom i Sapporo 25 januari 2003. Han har 18 säsonger i världscupen och har vunnit 11 delsegrar. Ingen annan norsk backhoppare har flera segrar i världscupen. Han blev nummer två sammanlagt i världscupen säsongerna 2003/2004 och 2004/2005 och nummer 4 totalt säsongen 2005/2006.

### Olympiska vinterspelen
Ljøkelsøy deltog i olympiska spelen på hemmaplan i Lillehammer 1994. Han startade i lagtävlingen tillsammans med Øyvind Berg, Lasse Ottesen och Espen Bredesen. Laget fick en fjärdeplats efter Tyskland, Japan och Österrike. Under OS 1998 i Nagano i Japan fick Ljøkelsøy och lagkamraterna en ny fjärdeplats i lagtävlingen. Japan vann före Tyskland och Österrike. Ljøkelsøy tog en delad 40:e plats i normalbacken i Hakuba Ski Jumping Stadium och en nionde plats i stora backen.
I vinter-OS 2002 i Salt Lake City, Utah i USA, blev Ljøkelsøy nummer 18 (i normalbacken) och 32 (i stora backen) i Utah Olympic Park. I lagtävlingen blev Norge nummer 9. I sitt sista OS i Turin i Italien 2006 blev Ljøkelsøy nummer fyra i stora backen i Pragelato. Han låg på tredjeplats efter första omgången, men misslyckades i andra genomkörningen och tappade bronsmedaljen till landsmannen Lars Bystøl. I normalbacken vann han en bronsmedalj i en jämn tävling där han var 2,0 poäng bakom guldvinnaren Bystøl och 1,0 poäng från silvermedaljen som vanns av Matti Hautamäki från Finland. I lagtävlingen vann han en ny bronsmedalj tillsammans med Lars Bystøl, Björn Einar Romøren och Tommy Ingebrigtsen.

### Skid-VM
Roar Ljøkelsøy debuterade i Skid-VM i Thunder Bay i provinsen Ontario i Kanada 1995. Han tävlade i stora backen och blev nummer 31. I VM 1997 på hemmaplan i Trondheim blev Ljøkelsøy nummer 24 i normalbacken och nummer 6 i stora backen i Granåsen. I tävlingen i stora backen var han 3,0 poäng från en pallplats. I lagtävlingen blev han nummer fem med norska laget. Finland vann med god marginal.
Under Skid-VM 1999 som ägde rum i Ramsau am Dachstein i Österrike blev det inga större framgångar, en 19:e plats i stora backen och en 25:e plats i normalbacken. I lagtävlingen blev det en 6:e plats. I VM i Lahtis 2001 blev han nummer 20 i den individuella tävlingen i normalbacken. I lagtävlingen i stora backen blev han och norska laget nummer 7 i stora backen och nummer 8 i normalbacken.
VM 2003 i Val di Fiemme i Italien bjöd inte på många glädjeämnen för Roar Ljøkelsøy. Han blev nummer 18 i normalbacken och nummer 22 i stora backen och platsade inte i norska laget i lagtävlingen. Under VM 2005 i Oberstdorf i förbundslandet Bayern i Tyskland tävlade han dock i alla grenarna. Efter en något misslyckad start i tävlingarna i normalbacken (nummer 9 individuellt och nummer 12 i lagtävlingen) vann han 2 medaljer i stora backen. I den individuella tävlingen vann han en silvermedalj efter Janne Ahonen från Finland och före Jakub Janda från Tjeckien. I lagtävlingen i stora backen vann Österrike före Finland. Norge (Bjørn Einar Romøren, Sigurd Pettersen, Lars Bystøl och Roar Ljøkelsøy) vann bronsmedaljen.
Roar Ljøkelsøy vann även två VM-medaljer i sitt sista VM, i Sapporo i Japan 2007. Efter en fjärdeplats i normalbacken, vann han en bronsmedalj i stora backen, 3,2 poäng efter guldvinnaren Simon Ammann från Schweiz och 3,0 poäng bakom Harri Olli från Finland. I lagtävlingen vann han tillsammans med Tom Hilde, Anders Bardal och Anders Jacobsen en silvermedalj i lagtävlingen, 46,9 poäng efter Österrike och 47,8 poäng före Japan. 

### VM i skidflygning
Ljøkelsøy hade sina största framgångar i skidflygning. Han deltog i VM i skidflygning 6 gånger från 1994 i Planica till 2006 i Kulm. Framgångarna kom först vid VM i Letalnica Bratov Gorišek i Planica 2004. Då vann Ljøkelsøy båda tävlingarna. I den individuella tävlingen vann han före Janne Ahonen och Tami Kiuru från Finland. I lagtävlingen (arrangerad första gången 2004) vann norska laget (Roar Ljøkelsøy, Sigurd Pettersen, Bjørn Einar Romøren och Tommy Ingebrigtsen) guldet före Finland och Österrike. Roar Ljøkelsøy kopierade insatsen 2 år senare i VM i Kulm han vann en ny guldmedalj individuellt (bara Sven Hannawald från Tyskland hade tidigare lyckats försvara VM-titeln) före Andreas Widhölzl och Thomas Morgenstern från Österrike. I lagtävlingen vann han en ny guldmedalj med norska laget, före Finland och Tyskland. 
Ljøkelsøys personbästa i skidflygning är 230.5 meter (756 fot), noterat i Planica i mars 2005.

### Andra tävlingar
Ljøkelsøys bästa säsong i tysk-österrikiska backhopparveckan var säsongen 2005/2006 då han blev nummer 3 sammanlagt. Han blev nummer 5 i Sommar-Grand-Prix 2004, hans bästa av tillsammans 14 säsonger i Grand prix. Ljøkelsøy vann Nordic Tournament 2004. Roar Ljøkelsøy vann också backhoppningen vid Holmenkollen skifestival 2004. 
Ljøkelsøy har vann 11 guldmedaljer i norska mästerskapen mellan 1995 och 2009. Han har även 7 silvermedaljer och 7 bronsmedaljer från norska mästerskap.
Han lämnade backhoppningen efter världsmästerskapen i skidflygning 2010 i Planica, där han vräktes från norska laget och inte fick tävla i den officiella tävlingen. Efter andra omgången av den individuella VM-tävlingen 19 mars 2010 gjorde Ljøkelsøy sitt sista internationella backhopp utanför tävlingen och avslutade karriären. Hans sista hopp var 193,5 meter långt.

## Övrigt
Efter avslutat backhoppskarriär har Roar Ljøkelsøy engagerad sig i hjälporganisationen Right To Play.

## Meriter
Olympiska spel

- Brons i normalbacke, Turin 2006
- Brons i stora backen, lag, Turin 2006

Världsmästerskap

- Silver, individuellt stora backen: Oberstdorf 2005
- Silver, lag, stora backen: Sapporo 2007
- Brons, lag, stora backen: Oberstdorf 2005
- Brons, individuellt, stora backen: Sapporo 2007

Världsmästerskapen i skidflygning

- Guld, Individuell tävlan, Planica 2004
- Guld, Lagtävling, Planica 2004

- Guld, Individuell tävlan, Bad Mitterndorf 2006
- Guld, Lagtävling, Bad Mitterndorf 2006

Världscupen

Totala världscupen: 

Tvåa 2003/2004

Tvåa 2004/2005